# Elea (Vorname)
Elea ist ein weiblicher Vorname.

## Herkunft und Bedeutung
Für den Namen Elea kommen zwei verschiedene Herleitungen in Frage. Einerseits handelt es sich um eine Kurzform des Namens Eleanor.
Andererseits stellt der Name eine Variante von Ela oder Ele dar, der wiederum eine Variante von Ella oder die Kurzform verschiedener Namen mit der Endung -ela bzw. -ele ist.

## Verbreitung
Mit Rang 93 erreichte der Name Elea in der Schweiz im Jahr 2016 erstmals die Top-100 der Vornamenscharts. Nachdem er die Hitliste im darauffolgenden Jahr wieder verlassen hatte, trat er im Jahr 2018 wieder ein. Im Jahr 2021 erreichte er mit Rang 51 seine bislang höchste Platzierung in den Vornamenscharts. Zuletzt belegte er Rang 72 der Hitliste.
In Frankreich gewann der Name ab den 1990er Jahren an Popularität. Im Jahr 2000 stieg er in die Top-200 der Vornamenscharts auf. Von 2007 bis 2009 zählte er zu den 100 meistgewählten Mädchennamen. Als höchste Platzierung erreichte er Rang 91. Im Jahr 2011 löste die Schreibweise Eléa die Variante Elea ab. Der Name verlor jedoch weiterhin an Popularität. Im Jahr 2019 verließ er die Hitliste der 200 meistgewählten Mädchennamen. Im Jahr 2022 stand er auf Rang 284 der Vornamenscharts. Seltener kommt auch die Variante Éléa vor (Rang 350, Stand 2022).
In Deutschland ist der Name Elea seit den 2000er Jahren geläufig. Seit 2013 befindet er sich im Aufwärtstrend. Im Jahr 2022 erreichte er mit Rang 127 seine bislang höchste Platzierung in den Vornamenscharts. Zuletzt sank seine Popularität leicht, sodass er im Jahr 2023 auf Rang 158 der Hitliste stand. Besonders beliebt ist der Name in Brandenburg, Thüringen und Baden-Württemberg.

## Varianten
Im Französischen wird der Name Éléa oder Eléa geschrieben.
Für weitere Varianten: siehe Eleonore#Varianten

## Namensträger
- Elea Brandt (* 1989), deutsche Schriftstellerin und Psychologin
- Elea Mariama Diarra (* 1990), französische Leichtathletin
- Eléa Gaba (* 2001), deutsche Basketballspielerin
- Elea Geissler (* 1988), deutsche Filmschauspielerin